# Laß die Sonne wieder scheinen
Laß die Sonne wieder scheinen ist ein österreichisch-deutscher Spielfilm in Schwarzweiß von Hubert Marischka aus dem Jahr 1955 mit Cornelia Froboess, Hertha Feiler und Hans Holt in den Hauptrollen. Das Drehbuch verfasste Franz Marischka, Hans Fritz Beckmann die Liedtexte. In der Bundesrepublik Deutschland kam der Streifen das erste Mal am 25. August 1955 in Frankfurt am Main in die Kinos. 

## Handlung
Der Schlagerkomponist Herbert Werner muss bei einer Quiz-Show des Nordwestdeutschen Rundfunks in Hamburg für einen erkrankten Kollegen einspringen. Auf dem Weg zum Studio folgt ihm – ohne dass er es merkt – seine kleine Tochter Angelika. Heimlich schleicht sich das Mädchen in das Orchester. Durch ihr kindlich-impulsives Verhalten lenkt sie die Aufmerksamkeit auf sich. So enttarnt, wird sie aufgefordert, vor dem Mikrofon ein Liedchen ihres Vaters zum Besten zu geben. Herzerfrischend legt sie los:
Lieber Gott, lass die Sonne wieder scheinen

für Papa, für Mama und für mich.

Alle Leute, die Großen und die Kleinen,

haben Sehnsucht nach Sonne wie ich …
Mit ihrem Vortrag erntet sie einen solch großen Beifall, dass ihr Bild bald darauf in einer Zeitschrift erscheint. Eine Ausgabe davon bekommt auch die Kinderärztin Mira in Österreich zu lesen. Beim Anblick des Kindes glaubt sie, ihre eigene Tochter zu erkennen, die sie vor zehn Jahren in den Wirren des letzten Kriegsjahres aus den Augen verloren hat. Gleich will sich Mira nach Hamburg aufmachen, bekommt jedoch so kurzfristig keinen Urlaub. Deshalb springt ihr Vater, der Doktor Reitinger, für sie ein.
Herbert Werner streitet gegenüber Reitinger ab, dass Angelika die Tochter von Mira sein könne. Nachdem aber Reitinger so viel Material zusammengetragen hat, das seine Behauptung untermauert, gesteht Herbert Werner, Angelika als Säugling aufgenommen und wie ein eigenes Kind erzogen zu haben. Jetzt bleibt ihm nichts Anderes mehr übrig, als die Kleine ihrer rechtmäßigen Mutter zuzuführen. Diese schwelgt zwar im Glück, aber Angelika vermisst schmerzhaft ihren „Vater“ und schreibt ihm, dass er sie holen möge.
Nachdem Mira hinter den Plan ihrer Tochter gekommen ist, reist sie mit ihr nach Abbazia an der adriatischen Küste. Es dauert aber nicht lange, bis der Schlagerkomponist das Versteck entdeckt hat. Nach und nach verstehen sich Herbert und Mira immer besser miteinander, bis sie sich schließlich ihre Liebe gestehen. Damit erfüllt sich auch Angelikas innigster Wunsch: sie hat jetzt eine Mama und einen Papa.

## Produktionsnotizen
Als Franz Marischka einen Vorschlag machen sollte für eine Geschichte um ein kleines elfjähriges Mädchen, das auch singen kann, lautete seine Idee: „Papa, Mama, kleines Töchterchen, das Sängerin werden möchte.“ Das fertige Drehbuch spielte dann aber vor dem Hintergrund der zahlreichen in den Wirren des Krieges und danach verlorengegangenen und wiedergefundenen Kinder.
Der Film wurde im Triglav-Studio in Ljubljana produziert. Die Außenaufnahmen entstanden in Abbazia, Portorož und auf der Insel Rab. Die Bauten schuf Mirko Lipužič. Cornelia Froboess singt in dem Film folgende Lieder:
- Die oben erwähnte Titelmelodie, komponiert von Hans Carste nach einem Text von Hans Fritz Beckmann,
- Wenn der Wind lustig weht, ruft der Kapitän: Ahoi! eine Gemeinschaftsarbeit von Hans Bradtke und Gerhard Froboess, dem Vater der jungen Hauptdarstellerin,
- Ich heirate Pappi wurde von Erich Langenfeld in Noten gesetzt. Hans Bradtke steuerte diesmal den Text bei.
- Pack die Badehose ein, komponiert von Gerhard Froboess auf einen Text von Hans Bradtke.

Die musikalische Leitung hatte Bojan Adamič. Der Film wurde ein großer Erfolg, der nach Einschätzung von Franz Marischka vor allem dem ungewöhnlichen Talent der jungen Hauptdarstellerin zu verdanken war.

## Kritik
„Simpelste Lach- und Rührungsunterhaltung, aufgehängt an den seinerzeit erfolgreichen Schlagern des Kinderstars Cornelia Froboess.“

## Quelle
- Programm zum Film: Illustrierte Film-Bühne, erschienen im gleichnamigen Verlag in München, Nr. 2848